# Обломский, Андрей Михайлович
Андрей Михайлович Обломский (5 августа 1957, Москва, СССР — 30 декабря 2023, Москва, Россия) — российский историк и археолог; специалист по древним славянам. Занимался изучением зарубинецкой, черняховской и других культур, связанных с формированием раннеславянских общностей. Доктор исторических наук (2001).

## Биография
Окончил МГУ (1979). С 1983 года работал в Институте археологии, где с 2002 года возглавлял группу по изучению эпохи великого переселения народов на кафедре славяно-русской археологии; ведущий научный сотрудник.
С 1984 года проводил исследования в центральных и южных регионах России, Украины, Белоруссии, Польши, не исключая Северное Причерноморье. Руководитель Раннеславянской экспедиции Института археологии РАН. Основные научные интересы: этногенез славян, реконструкция этнических процессов в конце 1-го тысячелетия. до н. э. — 1 тыс. н. э. на территории Восточной Европы, в том числе Украины и Белоруссии.
Участвовал в описании и публикации найденного в Курской области Гапоновского клада, который он связал с антским периодом. Обломский интерпретировал его как свидетельство присутствия раннеславянских или протославянских групп в Посеймье, подчеркивая их торговые и культурные связи с Причерноморьем и Дунаем. 
В 2016 и 2017 годах Обломский руководил раскопками раннесредневекового поселения Стаево-5 в верховьях реки Воронеж, которое относится к VII–VIII векам и связано с вятичами. Эти работы выявили типичные черты славянской материальной культуры, включая керамику и украшения с выемчатыми эмалями, что подтверждает присутствие славян в регионе. Его исследования также показали южные связи населения Верхнего Подонья (например, с Причерноморьем) через анализ антропоморфных амулетов VI–VII веков.
Скончался 30 декабря 2023 года в Москве в возрасте 66 лет.

## Избранные труды
- Верхнеднепровский вариант зарубинецкой культуры: Автореф. дис. … канд. ив. наук / АН СССР, Институт археологии. — М., 1983. — 20 с.
- Гапоновский клад и его культурно-исторический контекст = Gaponovo hoard and its cultural and historical context / И. О. Гавритухин, А. М. Обломский; при участии И. Р. Ахмедова [и др.]; Институт археологии РАН, Курский областной археологический музей. — М.: [б. и.], 1996. — 296 с. — (Раннеславянский мир: археология славян и их соседей; вып. 3).
- Днепровское лесостепное Левобережье в позднеримское и гуннское время (середина III — первая половина V в. н. э.) / А. М. Обломский; [Рос. акад. наук, Ин-т археологии]. — М.: Наука, 2002. — 253, [2] с. — (Раннеславянский мир: Археология славян и их соседей: Сер. науч. публ.; Вып. 5). — ISBN 5-02-008834-X
- Классификация керамики верхнеднепровского варианта зарубинецкой культуры: (По материалам Чаплинского могильника) // Советская археология. — 1985. — № 1. — С. 90 — 106: ил.
- Культурно-типологические группы позднезарубинецких памятников Подесенья и их взаимоотношение с деснинским вариантом киевской культуры // Культуре Восточной Европы I тысячелетия. — Куйбышев, 1986. — С. 39 — 67: ил.
- О критерии этнической однородности археологической общности // Социально-экономическое развитие древних обществ и археология. — М., 1987. — С. 100—106.
- Опыт классификации и хронологии фибул с треугольным щитком на ножке (так называемых зарубинецких) // Краткие сообщения о докладах и полевых исследованиях Института археологии АН СССР. — 1986. — Вып. 186. — С. 50 — 56: ил.
- О роли позднезарубинецкого населения в сложении киевской культуре Среднего Поднепровья и Днепровского Левобережья // Советская археология. — 1992. — № 1. — С. 34 — 47.
- Острая Лука в древности. Замятинский археологический комплекс гуннского времени. — М., 2004.
- О финале среднеднепровского варианта зарубинецкой культуры // Советская археология. — 1987. — № 3. — С.68-85.
- О характере миграций населения Центральной и Южной Белоруси в лесостепь в римское время / А. М. Обломский // Исторически-археологический сборник. — 1996. — № 10. — С. 26 — 32.
- О хронологии некоторых типов фибул зарубинецкой культуры // Советская археология. — 1983. — № 1. — С. 103—120: ил.
- О хронологическом соотношении милоградской и зарубинецкой культур в Верхнем Поднепровье // Актуальные проблемы археологических исследований в Украинской ССР: Тезисы докладов республиканской конференции молодых ученых, Киев, апрель 1981 г. / АН УССР, Ин-т археологии; Отв. ред. В. Ф. Генинг. — Киев, 1981. — 140 с. — С. 91 — 92.
- Периодизация и характер развития зарубинецкого керамического комплекса Чаплинского могильника // Раннеславянский мир. — М., 1990. — С. 7 — 44: ил.
- Проблема происхождения верхнеднепровского варианта зарубинецкой культуры // Тезисы докладов советской делегации на V Международном конгрессе славянской археологии. — М., 1985. — С. 35 — 36.
- Распад зарубинецкой культуры и его социально-экономические и идеологические причины / А. М. Обломский, Р. В. Терпиловский, О. В. Петраускас; АН УССР, Ин-т археологии. — Киев, 1990. — 48 с.: ил. — Препринт.
- Среднее Поднепровье и днепровское Левобережье в первые века н. э. — М., 1991.
- Этнические процессы на водоразделе Днепра и Дона в I—V вв. н. э. / А. М. Обломский; Археологическое агентство экспериментального творческого центра при Мосгорисполкоме; Сумское областное отделение Украинского фонда культуры; Отв. ред. И. П. Русанова. — М. — Сумы: Археологическое агентство, 1991. — 287 с.